# Abschiedsspiel (Fußball)
Als Abschiedsspiel wird im Fußballsport ein Spiel bezeichnet, mit dem ein Spieler zum Abschluss seiner Karriere geehrt wird. Hierbei handelt es sich oft auch um ein Benefizspiel (von lat. beneficio ‚Wohltat‘), wenn der zu ehrende Spieler an den Einnahmen beteiligt wird und er diese für karitative Zwecke oder einer Stiftung seiner Wahl zur Verfügung stellt. In Deutschland gab es offizielle, vom Deutschen Fußball-Bund (DFB) organisierte Abschiedsspiele. Seit geraumer Zeit werden diese in der Regel von privaten Agenturen organisiert.
Auch das letzte Spiel in einem zum Abriss bestimmten Fußballstadion wird im Allgemeinen als Abschiedsspiel bezeichnet.

## DFB-Richtlinien
Auf Vorschlag des DFB-Spielausschusses erließ der DFB-Vorstand im Jahr 1973 Richtlinien für (seitens der Mitgliederverbände) antragspflichtige und (seitens des DFB) genehmigungspflichtige Benefiz- und Abschiedsspiele für Lizenz-, Vertrags- und Amateurspieler. Zu berücksichtigende Faktoren für eine Genehmigung sind die Dauer der Vereinszugehörigkeit und Anzahl der Vereinsspiele (mindestens 10 Jahre Mitglied oder 500 Spiele), sowie die Gründe für das Beenden der Karriere (Alter und/oder Verletzung). Internationale Beteiligung bei Abschiedsspielen erforderte zu diesem Zeitpunkt mindestens 40 Einsätze des zu ehrenden Spielers bei Länderspielen sowie die Einhaltung der FIFA-Bestimmungen. Eine weitere Voraussetzung war und ist, „dass die sozialen Verhältnisse des Spielers ein solches Spiel rechtfertigen oder der Spieler oder seine Angehörigen in wirtschaftliche Not geraten sind.“
1978 wurden diese Richtlinien präzisiert und angepasst: Jeder Spieler darf seither nur ein Abschiedsspiel erhalten, das innerhalb eines Jahres nach Beendigung der aktiven Laufbahn beantragt werden muss. Abschiedsspiele mit internationaler Beteiligung erforderten zu diesem Zeitpunkt die aktive Teilnahme an mindestens 50 Länderspielen für die deutsche Fußballnationalmannschaft.

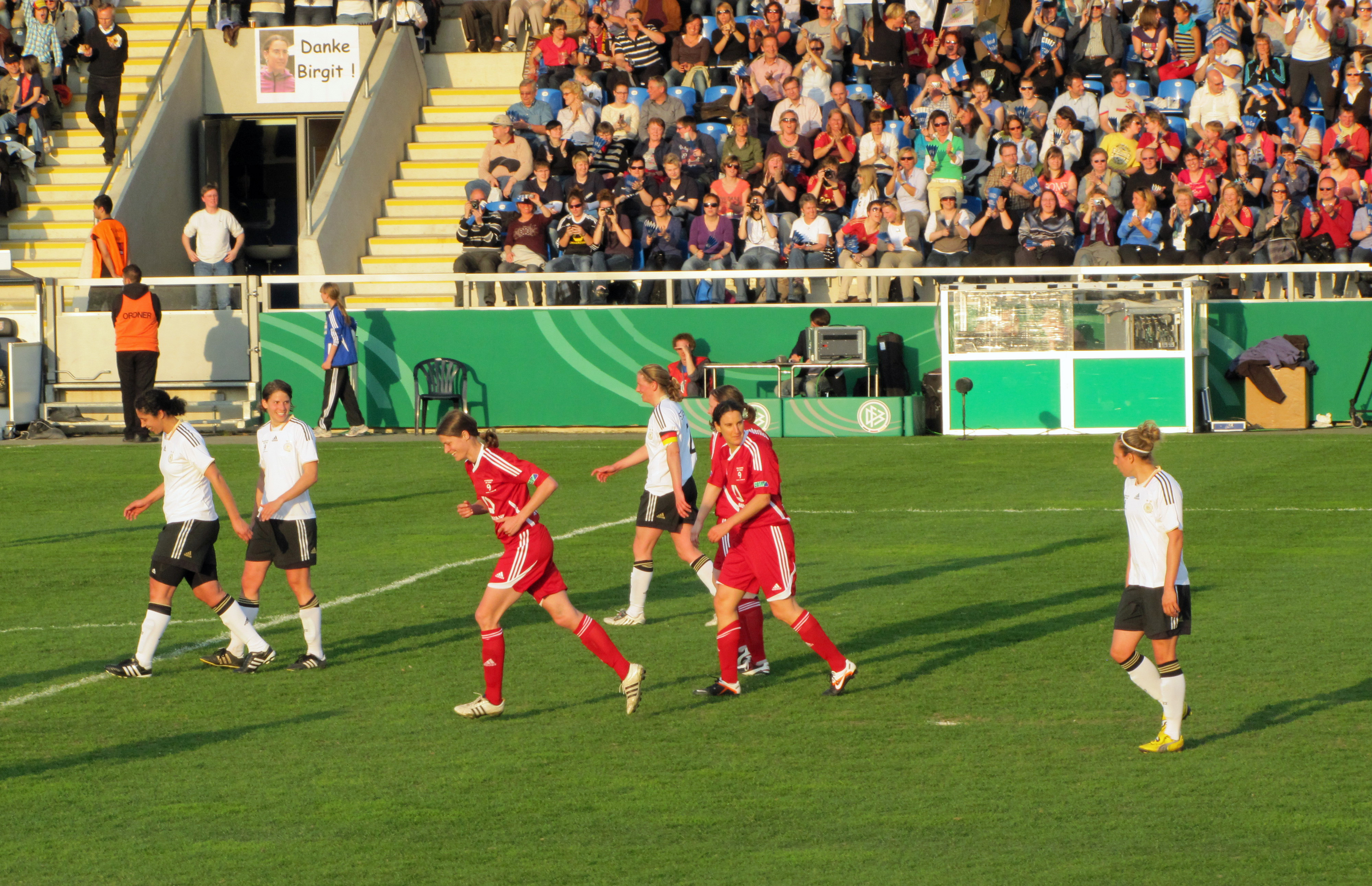
Abschied für Birgit Prinz (2012)

Danach galt in der Regel, dass ein Spieler, der mindestens 75 Einsätze für die A-Nationalelf aufweisen konnte, für ein Abschiedsspiel in Frage kam. Doch letztendlich lag die Entscheidung beim DFB, für wen solch ein Spiel ausgerichtet wurde. So bekam Klaus Fichtel im Jahr 1986 ein Abschiedsspiel mit internationaler Beteiligung, obwohl er nur 23 Einsätze bei der Nationalmannschaft gehabt hatte. 1995 war Guido Buchwald der letzte Nationalspieler, der ein Abschiedsspiel nach dieser Regelung erhielt.
Seit dieser Zeit gibt es kein automatisches Recht auf ein Abschiedsspiel, was zu Reaktionen ehemaliger Nationalspieler in den Medien führte. Der DFB behält sich das Recht vor, in besonderen Fällen Spieler mit einem Abschiedsspiel zu ehren wie im Falle der Rekord-Nationalspieler Lothar Matthäus und Oliver Kahn oder ein Abschiedsspiel für noch aktive, aber aus der Nationalmannschaft ausgeschiedene Spieler und Spielerinnen in Aussicht zu stellen.

### Abschiedsspiele von ehemaligen Nationalspielern
Die folgende Tabelle enthält eine unvollständige Liste von Abschiedsspielen, die beim DFB beantragt und genehmigt wurden.
| Datum             | Stadion und Ort                                  | Teilnehmende Mannschaften und Resultat                                       | Verabschiedete(r) Spieler(in) |
| ----------------- | ------------------------------------------------ | ---------------------------------------------------------------------------- | ----------------------------- |
| 1. Mai 1972       | Volksparkstadion, Hamburg                        | Hamburger SV – Weltauswahl 3:7                                               | Uwe Seeler                    |
| 17. Mai 1977      | Müngersdorfer Stadion, Köln                      | 1. FC Köln – Weltmeister-Elf (1974) 1:4                                      | Wolfgang Overath              |
| 15. Mai 1979      | Bökelbergstadion, Mönchengladbach                | Borussia Mönchengladbach – deutsche Fußballnationalmannschaft 6:2            | Berti Vogts                   |
| 1. Juni 1982      | Volksparkstadion, Hamburg                        | Hamburger SV – deutsche Fußballnationalmannschaft 2:4                        | Franz Beckenbauer             |
| 31. Mai 1983      | Olympiastadion München, München                  | FC Bayern München – Weltauswahl 2:3                                          | Paul Breitner                 |
| 26. August 1986   | Parkstadion, Gelsenkirchen                       | FC Schalke 04 – Europäische Fußballauswahl 6:6                               | Klaus Fichtel                 |
| 4. Mai 1993       | Müngersdorfer Stadion, Köln                      | 1. FC Köln – „All-Star-Mannschaft“ 5:2                                       | Pierre Littbarski             |
| 31. Mai 1995      | Gottlieb-Daimler-Stadion, Stuttgart              | „Guidos Dream Team“ – deutsche Fußballnationalmannschaft 3:4                 | Guido Buchwald                |
| 26. Mai 2000      | Olympiastadion München, München                  | FC Bayern München – deutsche Fußballnationalmannschaft 1:1                   | Lothar Matthäus               |
| 2. September 2008 | Allianz Arena, München                           | FC Bayern München – deutsche Fußballnationalmannschaft 1:1                   | Oliver Kahn                   |
| 5. Juni 2010      | Waldparkstadion, Hauenhorst                      | „Stege & Friends“ – „Germania Oldstars“ 7:4                                  | Kerstin Stegemann             |
| 27. März 2012     | Frankfurter Volksbank Stadion, Frankfurt am Main | 1. FFC Frankfurt – deutsche Fußballnationalmannschaft der Frauen 3:6         | Birgit Prinz                  |
| 31. August 2016   | Borussia-Park, Mönchengladbach                   | deutsche Fußballnationalmannschaft – finnische Fußballnationalmannschaft 2:0 | Bastian Schweinsteiger        |
| 22. März 2017     | Westfalenstadion, Dortmund                       | deutsche Fußballnationalmannschaft – englische Fußballnationalmannschaft 1:0 | Lukas Podolski                |
| 26. Mai 2018      | Tivoli, Aachen                                   | Bundesliga & Friends – Odos Nationalteam 11:11                               | David Odonkor                 |

## Abschiedsspiele nach Richtlinien anderer Fußballverbände
Die folgende Tabelle zeigt eine unvollständige Liste von Abschiedsspielen (engl. farewell game,  testimonial match,  testimonial) international bekannter Fußballnationalspieler.
| Datum             | Stadion und Ort                     | Teilnehmende Mannschaften und Resultat                                              | Verabschiedeter Spieler |
| ----------------- | ----------------------------------- | ----------------------------------------------------------------------------------- | ----------------------- |
| 27. Mai 1971      | Lenin-Stadion, Moskau               | FK Dynamo Moskau – Weltauswahl 2:2                                                  | Lew Jaschin             |
| 1. Oktober 1977   | Giants Stadium, New York            | New York Cosmos – Santos 2:1                                                        | Pelé                    |
| 7. November 1978  | De Meer Stadion, Amsterdam          | Ajax Amsterdam – FC Bayern München 0:8                                              | Johan Cruyff            |
| 2. Mai 1989       | Stade de la Maladière, Neuchâtel    | Neuchâtel Xamax – Weltauswahl („Equipe des Etoiles“) ?:?                            | Uli Stielike            |
| 6. Januar 1990    | Maracanã, Rio de Janeiro            | Flamengo Rio de Janeiro – „World Cup Master“ 2:2                                    | Zico                    |
| 1. September 2000 | Ernst-Happel-Stadion, Wien          | österreichische Fußballnationalmannschaft – iranische Fußballnationalmannschaft 5:1 | Toni Polster            |
| 10. November 2001 | La Bombonera, Buenos Aires          | argentinische Fußballnationalmannschaft – Weltauswahl 6:3                           | Diego Maradona          |
| 5. August 2011    | Old Trafford, Manchester            | Manchester United – New York Cosmos 6:0                                             | Paul Scholes            |
| 10. Januar 2012   | Jawaharlal Nehru Stadium, Neu-Delhi | indische Fußballnationalmannschaft – FC Bayern München 0:4                          | Baichung Bhutia         |
| 4. Juni 2013      | Józef-Piłsudski-Stadion, Krakau     | polnische Fußballnationalmannschaft – liechtensteinische Fußballnationalmannschaft  | Jerzy Dudek             |
| 5. Juni 2013      | Zentralstadion, Leipzig             | Weltauswahl – Ballack & Friends 4:3                                                 | Michael Ballack         |

## Abschiedsspiele in Bezug auf Fußballstadien
Die folgende Tabelle zeigt eine unvollständige Liste von Abschiedsspielen, die in Fußballstadien vor deren Abriss oder Komplettumbau stattfanden.
| Datum             | Stadion und Ort              | Teilnehmende Mannschaften und Resultat                                           | Kommentar |
| ----------------- | ---------------------------- | -------------------------------------------------------------------------------- | --- |
| 14. November 1990 | Parken (Stadion), Kopenhagen | dänische Fußballnationalmannschaft – jugoslawische Fußballnationalmannschaft 0:2 | Das letzte Spiel war ein Qualifikationsspiel zur Fußball-EM 1992. Danach wurde das Stadion für den Neubau abgerissen.                                                                    |
| 7. Oktober 2000   | Wembley-Stadion, London      | englische Fußballnationalmannschaft – deutsche Fußballnationalmannschaft 0:1     | Das letzte Spiel war ein Qualifikationsspiel zur Fußball-WM 2002. Im Zeitraum von fünf Jahren wurde das Wembley-Stadion komplett umgebaut und am 23. März 2007 offiziell fertiggestellt. |
| 7. Juli 2001      | Stadion Wankdorf, Bern       | BSC Young Boys – FC Lugano 1:1                                                   | Das Stadion, in dem das Endspiel der Fußball-Weltmeisterschaft 1954 stattfand, wurde am 3. August 2001 gesprengt und abgerissen.                                                         |
| 7. Mai 2011       | Alter Tivoli, Aachen         | Traditionsmannschaft der Alemannia – Fanauswahl 13:1                             | Das Stadion wurde abgerissen. Seit 2013 werden auf dem Gelände Wohnhäuser gebaut. |